# Phim tuyên truyền
Phim tuyên truyền, hay Phim minh họa là thể loại phim minh họa cho một dụng ý nhất định không phải nghệ thuật.

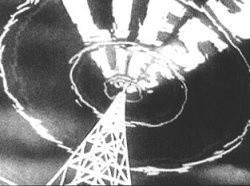
Một cảnh miêu tả bộ máy tuyên truyền của Đức Quốc xã trong loạt phim tuyên truyền Why We Fight (Lý do chúng ta chiến đấu) của Chính phủ Hoa Kỳ.

## Lịch sử hình thành và phát triển
Bộ phim tuyên truyền được biết đến sớm nhất là loạt phim câm ngắn được thực hiện trong suốt thời gian diễn ra cuộc chiến tranh Mỹ - Tây Ban Nha (1898) của hãng Vitagraph Studios.

### Phim tài liệu
Phim tài liệu tuyên truyền thường có tính chất phóng đại, minh họa cho một ý đồ nhất định hơn loại phim tài liệu thông thường. Thể loại phim tài liệu tuyên truyền được hình thành gần như ngay sau sự xuất hiện của nghệ thuật điện ảnh, với đặc trưng là không cần dàn dựng, không cần kịch bản và diễn viên, thể loại này nhanh chóng trở thành công cụ hữu hiệu của các động cơ chính trị khác nhau.